# إيرل موهان
إيرل موهان (بالإنجليزية: Earl Mohan)‏ هو ممثل أمريكي، ولد في 1889 ببويبلو في الولايات المتحدة، وتوفي في 15 أكتوبر 1928 بلوس أنجلوس في الولايات المتحدة.

## أعمال

### أفلام
- (1923) السلامة أخيرا!

## وصلات خارجية
- إيرل موهان على موقع IMDb (الإنجليزية)
- إيرل موهان على موقع قاعدة بيانات الأفلام السويدية (السويدية)
- إيرل موهان على موقع قاعدة بيانات الفيلم (الإنجليزية)
- إيرل موهان على موقع كينوبويسك (الروسية)